# Orquestra Amazonas Filarmônica

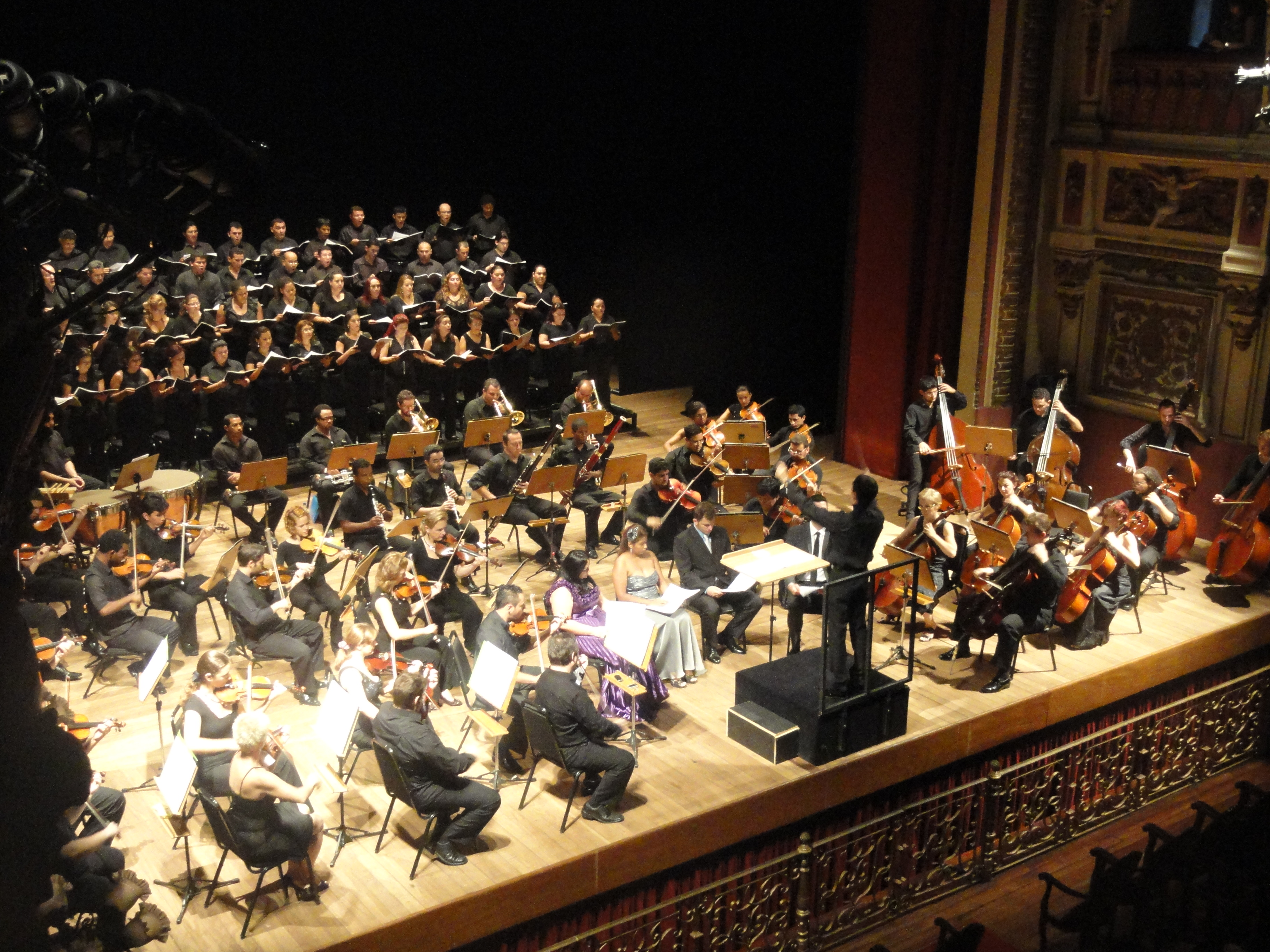
Orquestra Amazonas Filarmônica no palco do Teatro Amazonas.

A Orquestra Amazonas Filarmônica foi fundada na cidade de Manaus em 26 de setembro de 1997 por Júlio Medaglia. É a orquestra oficial do Festival Amazonas de Ópera.
Em abril de 2008, a ópera Ça Ira, de Roger Waters, foi representada pela primeira vez no Brasil, no Teatro Amazonas, na abertura do XII Festival Amazonas de Ópera, ao som da Orquestra Amazonas Filarmônica e regência de Luiz Fernando Malheiro.
O logotipo da orquestra (uma vitória-régia sobrescrita "Orquestra Amazonas Filarmônica") foi criado por Hans Donner, conhecido designer da Rede Globo